# GM Serpentis
GM Serpentis är en eruptiv variabel av RCB-typ (RCB) i stjärnbilden Ormen.
Stjärnan har magnitud +12,0 och når i förmörkelsefasen ner till +14,0. 